# Fallières Coast
Fallières Coast (hiszp. Costa Fallières) – część zachodniego wybrzeża Ziemi Grahama na Półwyspie Antarktycznym, pomiędzy Bourgeois Fjord a Cape Jeremy. 

## Nazwa
Wybrzeże pomiędzy południowym wejściem do Bourgeois Fjord a 69°00'S zostało nazwane przez Jeana-Baptiste Charcota (1867–1936) na cześć prezydenta Francji Armanda Fallières’a (1841–1931), który w marcu 1906 roku zatwierdził powołanie do życia komisji naukowej ds. francuskiej ekspedycji antarktycznej w latach 1903–1905 .

## Geografia
Fallières Coast obejmuje zachodnie wybrzeże Ziemi Grahama na Półwyspie Antarktycznym od Bourgeois Fjord do Cape Jeremy nad Zatoką Małgorzaty .
Na wybrzeżu odnotowano występowanie wielu gatunków mchów, m.in. płonnika jałowcowatego, Ptychostomum pseudotriquetrum, Stegonia latifolia, Hymenoloma crispulum i Hymenoloma antarcticum, Bryum argenteum, Distichium capillaceum, Willia austroleucophaea, Schistidium andinum i Polytrichastrum longisetum.

## Historia
Wybrzeże zostało odkryte i częściowo zmapowane przez francuską ekspedycję antarktyczną (1908–1910) pod kierownictwem Jeana-Baptiste Charcota (1867–1936) w 1909 roku . W latach 1936–1937 obszar został ponownie zbadany przez Brytyjską Ekspedycję do Ziemi Grahama (ang. British Graham Land Expedition, (BGLE)) pod dowództwem Johna Rymilla (1905–1968) . Następnie teren został przebadany w latach 1948–1949 przez Falkland Islands Dependencies Survey (FIDS) .